# Montceaux
Montceaux település Franciaországban, Ain megyében. Lakosainak száma 1202 fő (2022. január 1.). Montceaux Chaneins, Francheleins, Guéreins, Montmerle-sur-Saône és Peyzieux-sur-Saône községekkel határos.

## Népesség
A település népességének változása:
| Lakosok száma | 314  | 547  | 672  | 1041 | 1226 | 1197 | 1195 | 1190 | 1194 | 1202 |
|               | 1968 | 1982 | 1990 | 2006 | 2013 | 2015 | 2017 | 2019 | 2020 | 2022 |